# Alexander Schmorell
Alexander Schmorell (16. september 1917 i Orenburg, Rusland – 13. juli 1943 i München) var en af de fem studenter ved München Universitet, som dannede modstandsgruppen Weiße Rose som var aktiv fra juni 1942 til februar 1943 mod det nazistiske regime. Efter arrestationen af Christoph Probst, Hans Scholl og Sophie Scholl forsøgte Schmorell at flygte til Schweitz, men blev arresteret den 24. februar 1943 samme dag, som hans venner blev begravet.

## Retssag og henrettelse
Alexander Schmorell blev dømt til døden den 19. april 1943 af Volksgerichtshof (Folkedomstolen) i den anden retssag mod medlemmer af Weiße Rose. I en alder af 25 år blev Schmorell den 13. juli 1943 henrettet i guillotinen sammen med Kurt Huber i München-Stadelheim.